# Szakállas saskeselyű
A szakállas saskeselyű (Gypaetus barbatus) a vágómadár-alakúak (Accipitriformes) rendjébe, ezen belül a vágómadárfélék (Accipitridae) családjába tartozó Gypaetus nem egyetlen faja.

## Előfordulása
Dél-Európában, a Közel-Keleten, Mongóliában, Kínában, Tibetben és Afrika egyes részein is megtalálható. Magashegyi területeken fészkel.
Mesterien vitorlázik a hegységek feletti szélben. Ha alacsonyabb régiókba száll le, akkor a felszálló légáramlatokkal viteti magát. Gyakran órákon át, szinte mozdulatlanul köröz a levegőben.
2016. október 5-én vonult át egy példánya Magyarországon, amely e madárfaj legelső előfordulása volt hazánkban.

## Alfajai
- ázsiai saskeselyű (Gypaetus barbatus barbatus), Észak-Ázsia
- kelet-ázsiai saskeselyű (Gypaetus barbatus haemachalanus), Kelet-Ázsia
- altáji saskeselyű (Gypaetus barbatus altaicus), Altaj hegység
- európai saskeselyű (Gypaetus barbatus aureus), Dél-Európa, Közel-Kelet, Közép-Ázsia
- afrikai saskeselyű (Gypaetus barbatus meridionalis), Kelet- és Dél-Afrika, Arab-félsziget délnyugati része

## Megjelenése
Testhossza 94–125 centiméter, szárnyfesztávolsága pedig 231–283 centiméteres is lehet, testtömege 4500–7200 gramm.

## Életmódja
Nagy magasságban járőrözve keresi dögökből és hulladékokból álló táplálékát, de ritka kivételként a nagyobb csontokat is megeszi, amit nem tud feltörni, azt felviszi a levegőbe és leejtve töri össze.
Néha szirti foglyokat és egyéb hegyvidéki madarakat is elejt. Afrikában néha szirti borzokat emel fel a levegőbe és nagy magasságból a földre ejtve pusztítja el őket. Ugyanezzel a módszerrel töri fel a teknősök páncélját is. (Érdekességként megemlítendő, hogy spanyolul nem véletlenül quebrantahuesos, azaz ’csonttörögető’ a neve.)
Egy-egy kiadós étkezés után hosszabb pihenőt tart. Ilyenkor órák hosszat üldögél egy magaslati ponton, ahonnan bármikor felrepülhet. A levegőben van igazán elemében. remekül kihasználja a légáramlatokat. Hosszú, keskeny evezőtollai és nagy, ék alakú farka ideális a felszálló légáramlatok meglovagolására.
|  |  |  |

## Szaporodása
Év közben többnyire magányosan jár táplálék után, de a pár megosztja egymással revírjét. Tavasszal a párok a fészek közelében impozáns nászrepülésbe kezdenek. Ilyenkor nagy magasságokban köröznek és összefont karmokkal bukfenceznek a levegőben.
Fészkét sziklapárkányra vagy üregbe rakja. Nagy fadarabokat, rongyokat és egyéb építőanyagot hord össze egy nagy kupacba fészek gyanánt. a fészket minden évben bővíti.
Fészekalja 1-2 nagy méretű, pettyezett, halványbarna tojásból áll, melyen 55-60 napig kotlik. A fiókák etetésében mindkét szülőmadár részt vesz. Viselkedésükre fióka korukban a káinizmus jellemző.

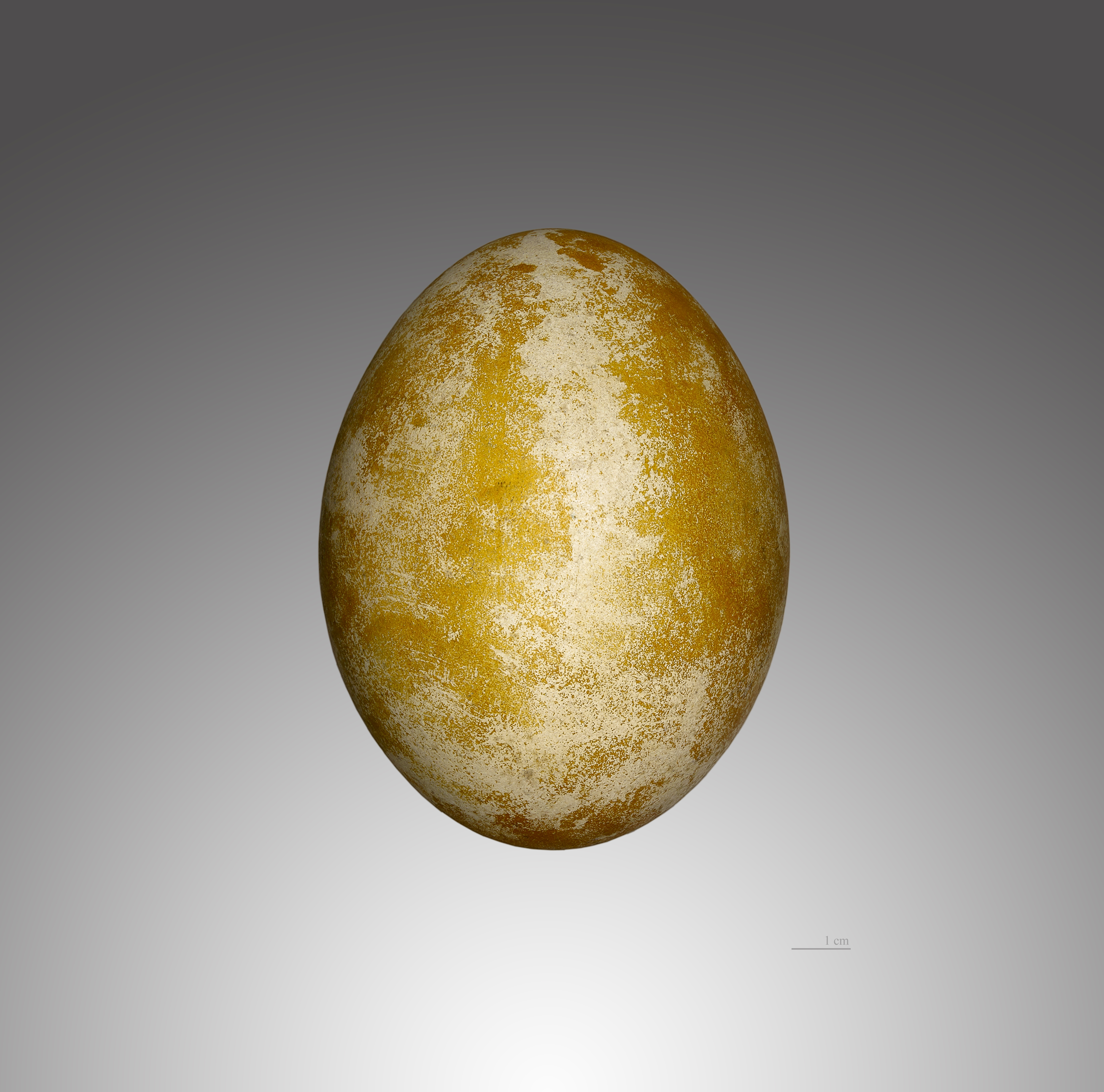
Gypaetus barbatus aureus
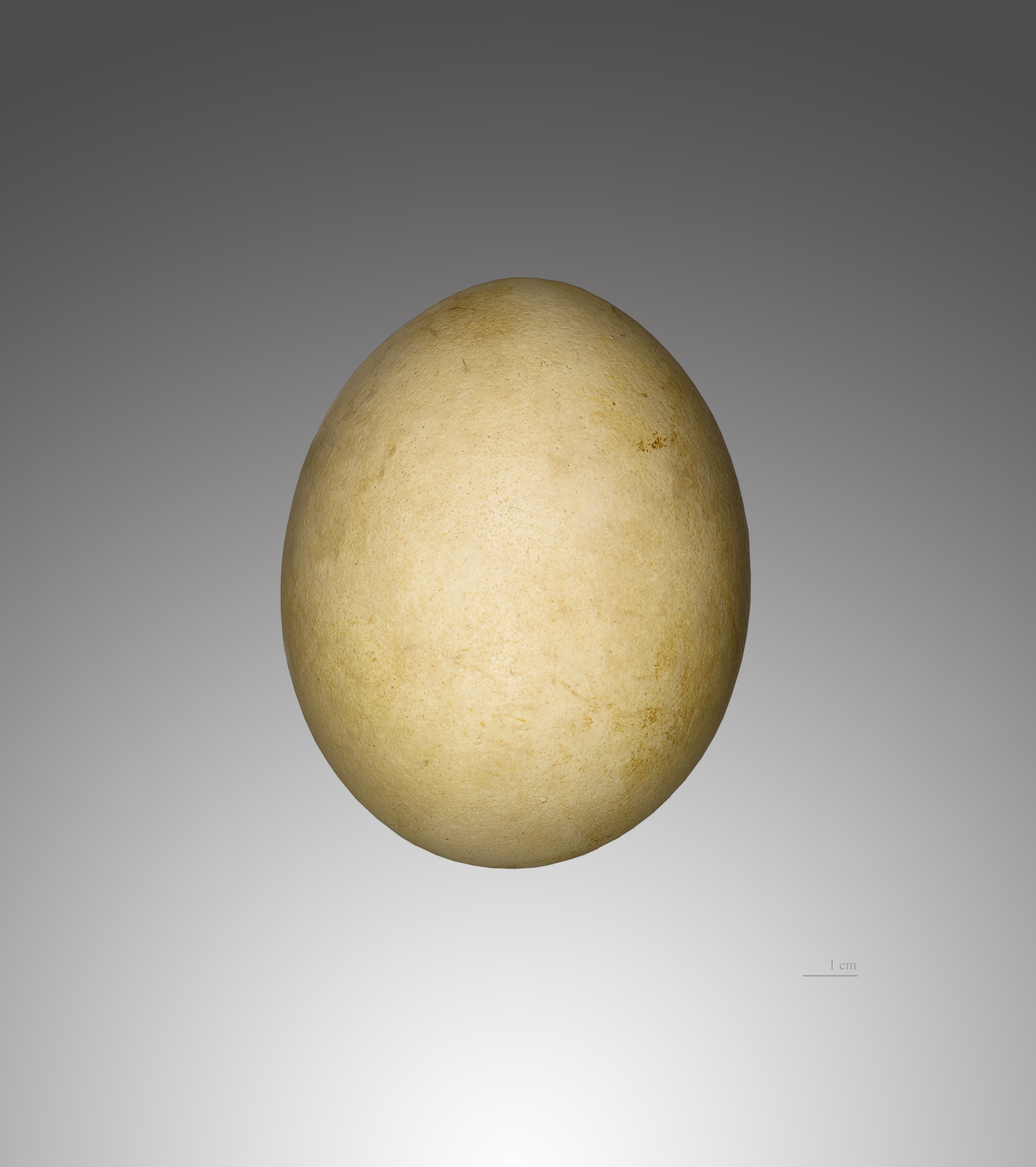
Gypaetus barbatus hemachalanus

## Külső hivatkozások
- Képek az interneten a fajról
- Ibc.lynxeds.com - videók a fajról
- Angol nyelvű fajleírás